# Stark (Nou Hampshire)
Stark és una població dels Estats Units a l'estat de Nou Hampshire. Segons el cens del 2000 tenia 516 habitants.

## Demografia
Segons el cens del 2000, Stark tenia 516 habitants, 194 habitatges, i 147 famílies. La densitat de població era de 3,4 habitants per km².
Dels 194 habitatges en un 33% hi vivien nens de menys de 18 anys, en un 61,3% hi vivien parelles casades, en un 6,7% dones solteres, i en un 24,2% no eren unitats familiars. En el 17,5% dels habitatges hi vivien persones soles el 7,7% de les quals corresponia a persones de 65 anys o més que vivien soles. El nombre mitjà de persones vivint en cada habitatge era de 2,65 i el nombre mitjà de persones que vivien en cada família era de 2,99.
Per edats la població es repartia de la següent manera: un 26,6% tenia menys de 18 anys, un 5,8% entre 18 i 24, un 28,5% entre 25 i 44, un 26,2% de 45 a 60 i un 13% 65 anys o més.
L'edat mediana era de 40 anys. Per cada 100 dones de 18 o més anys hi havia 100,5 homes.
La renda mediana per habitatge era de 37.946$ i la renda mediana per família de 40.089$. Els homes tenien una renda mediana de 35.833$ mentre que les dones 24.750$. La renda per capita de la població era de 17.168$. Entorn del 2,5% de les famílies i el 5,1% de la població estaven per davall del llindar de pobresa.